# Liste der Monuments historiques in Habsheim
Die Liste der Monuments historiques in Habsheim führt die Monuments historiques in der französischen Gemeinde Habsheim auf.

## Liste der Bauwerke
| Bezeichnung | Beschreibung                                                                    | Standort                           | Kennzeichnung | Schutzstatus | Datum | Bild           |
| ----------- | ------------------------------------------------------------------------------- | ---------------------------------- | ------------- | ------------ | ----- | -------------- |
| Dorfhus     | ehemaliges Rat- und Schulhaus; Massivbau mit Hallenerdgeschoss, bezeichnet 1578 | 90 rue du Général de Gaulle (Lage) | PA00085769    | Inscrit      | 1991  | weitere Bilder |

## Liste der Objekte
| Bezeichnung                                        | Beschreibung | Standort                                    | Kennzeichnung | Schutzstatus | Datum | Bild |
| -------------------------------------------------- | --- | ------------------------------------------- | ------------- | ------------ | ----- | ---- |
| Zwei Figuren einer Kreuzigungsgruppe               | Holz, farbig gefasst, um 1500                                                                                   | in der Kirche St-Martin (Lage)              | PM68000823    | Classé       | 2004  |      |
| Skulptur Haupt von Johannes dem Täufer mit Konsole | Holz, farbig gefasst und vergoldet, 17. Jahrhundert; auf neugotischer Konsole aus dem 19. Jahrhundert           | in der Kapelle Notre-Dame-des-Champs (Lage) | PM68001059    | Inscrit      | 1987  |      |
| Zwei neugotische Konsolen                          | für die Pietà und die thronende Madonna mit Kind; Holz, farbig gefasst und vergoldet, Ende des 19. Jahrhunderts | in der Kapelle Notre-Dame-des-Champs (Lage) | PM68001060    | Inscrit      | 1987  |      |
| Altar                                              | Altartisch und Retabel; Holz, farbig gefasst und vergoldet, Ende des 19. Jahrhunderts                           | in der Kapelle Notre-Dame-des-Champs (Lage) | PM68001061    | Inscrit      | 1987  |      |
| Skulptur Stehende Madonna mit Kind                 | Holz, farbig gefasst und vergoldet, um 1520                                                                     | in der Kapelle Notre-Dame-des-Champs (Lage) | PM68000103    | Classé       | 1983  |      |
| Skulptur Heiliger Urban                            | Holz, farbig gefasst und vergoldet, um 1520                                                                     | in der Kapelle Notre-Dame-des-Champs (Lage) | PM68001058    | Inscrit      | 1987  |      |
| Pietà                                              | Holz, farbig gefasst und vergoldet, um 1500                                                                     | in der Kapelle Notre-Dame-des-Champs (Lage) | PM68000102    | Classé       | 1983  |      |
| Skulptur Thronende Madonna mit Kind                | Holz, farbig gefasst und vergoldet, um 1400                                                                     | in der Kapelle Notre-Dame-des-Champs (Lage) | PM68000104    | Classé       | 1983  |      |
| Opferstock                                         | Holz, Schmiedeeisen, 16. Jahrhundert                                                                            | in der Kapelle Notre-Dame-des-Champs (Lage) | PM68000105    | Classé       | 1988  |      |